# Lydie Reuzé
Lydie Reuzé, née le 2 octobre 1961, est une triathlète française, triple championne de France de triathlon courte distance en 1993, 1994 et 1995.

## Biographie

### Carrière en triathlon
Au milieu des années 1990, Lydie Reuzé se montre comme l'un des meilleures triathlètes françaises, décrochant trois titre de champion de France en 1993, 1994 et 1995.
Lydie Reuzé participe en 1994 au premier championnat du monde longue distance, le triathlon international de Nice, servant de support à ce premier titre longue distance décerné par la Fédération internationale de triathlon (ITU). C'est sous un déluge d'eau que se déroule la première édition, houle et route inondée ne découragent pas les triathlètes qui prennent le départ malgré le véto du capitaine des pompiers à celui-ci. Après une course durant laquelle elle chute par deux fois sur la partie vélo et à laquelle se rajoute une crevaison sur la fin du parcours, elle prend la troisième place en 7 h 1 min 17 s derrière Isabelle Mouthon qui surclasse également l'américaine Karen Smyers.

### Autre pratique sportive
Lydie Reuzé pratique également la natation. Elle est sélectionnée par deux fois en équipe de France et a appartenu successivement au club de l'Olympique Rémois Natation, à l'A.M Vittel et au Racing club de France. Elle totalise quatre titres de championne de France dans la catégorie Master et un record de France des clubs en catégorie Élite.

### Reconversion
Lydie Reuzé est membre de la direction technique nationale (DTN) de la Fédération française de triathlon (FFTri), conseillère technique nationale (CTN) chargée du suivi socioprofessionnel des sportifs de haut niveau. Elle fait également partie de l’encadrement du CREPS Île-de-France de Châtenay-Malabry, dans le département des Hauts-de-Seine.

## Palmarès triathlon
Le tableau suivant présente les résultats les plus significatifs (podium) obtenus sur le circuit international de triathlon depuis 1993,.
| Année                                        | Compétition                                        | Pays               | Position           | Temps           |
| -------------------------------------------- | -------------------------------------------------- | ------------------ | ------------------ | --------------- |
| 1995                                         | Championnats de France de triathlon                | France             | Médaille d'or      | 2 h 20 min 31 s |
| 1994                                         | Championnats du monde de triathlon longue distance | France             | Médaille de bronze | 7 h 1 min 17 s  |
| Triathlon international de Nice              | France                                             | Médaille de bronze |                    | 7 h 1 min 17 s  |
| Championnats de France de triathlon (DO)     | France                                             | Médaille d'or      | 2 h 10 min 14 s    |                 |
| Championnats de France de triathlon (sprint) | France                                             | Médaille de bronze | 1 h 17 min 34 s    |                 |
| 1993                                         | Championnats d'Europe de triathlon                 | Luxembourg         | Médaille de bronze | 2 h 10 min 51 s |
| Championnats de France de triathlon (sprint) | France                                             | Médaille d'or      | 1 h 3 min 17 s     |                 |
| Championnats de France de triathlon (DO)     | France                                             | Médaille d'argent  | 2 h 25 min 19 s    |                 |
| Triathlon de Dunkerque                       | France                                             | Médaille d'or      | Timing             |                 |

## Records personnels et collectifs natation
| Épreuve  | Épreuve          | Performance | Lieu    | Date             |
| -------- | ---------------- | ----------- | ------- | ---------------- |
| Natation | 100 m Nage libre | 1 min 6 s   | Le Port | 30 décembre 2003 |
| Natation | 200 m Nage libre | 2 min 27 s  | Le Port | 28 décembre 2003 |
| Natation | 800 m Nage libre | 10 min 45 s | Paris   | 17 décembre 2006 |
| Natation | 100 m Papillon   | 1 min 18 s  | Le Port | 29 décembre 2003 |
| Natation | 100 m 4 Nages    | 1 min 22 s  | Le Port | 28 décembre 2003 |
| Natation | 400 m 4 Nages    | 6 min 10 s  | Paris   | 16 décembre 2007 |

| Épreuve                                                         | Performance  | Lieu     | Date            | Club                                                        |
| --------------------------------------------------------------- | ------------ | -------- | --------------- | ----------------------------------------------------------- |
| Record de France de natation dames du 4 × 100 mètres nage libre | 4 min 4 s 89 | Mulhouse | 16 juillet 1979 | AM Vittel (L. Reuzé, F. Ducret, N. Belley et C. Recouvreur) |